# Noegus transversalis
Noegus transversalis är en spindelart som beskrevs av Simon 1900. Noegus transversalis ingår i släktet Noegus och familjen hoppspindlar. Inga underarter finns listade i Catalogue of Life.